# Актогайський сільський округ (Актогайський район, Карагандинська область)
Актога́йський сільський округ (каз. Ақтоғай ауылдық округі, рос. Актогайский сельский округ) — адміністративна одиниця у складі Актогайського району Карагандинської області Казахстану. Адміністративний центр та єдиний населений пункт — село Актогай.
Населення — 3373 особи (2021; 3145 у 2009, 4186 у 1999, 4749 у 1989).
Станом на 1989 рік існувала Актогайська сільська рада (село Актогай).